# Aleksandr Almetov
Temple de la renommée russe : 2014
Aleksandr Davletovitch Almetov (en russe : Александр Давлетович Альметов), né le 18 janvier 1940 à Kiev, en Union soviétique et mort le 21 janvier 1992 à Moscou (Russie), est un joueur professionnel de hockey sur glace soviétique.

## Carrière de joueur
Aleksandr Almetov commence sa carrière professionnelle en championnat d'URSS avec le CSKA Moscou en 1958. Il remporte sept titres de champion avec le club sportif de l'armée. En 1967, il met un terme à sa carrière. Il termine avec un bilan de 220 matchs et 212 buts en élite.

## Carrière internationale
Aleksandr Almetov a représenté l'URSS à 107 reprises (75 buts) sur une période de neuf ans de 1959 à 1967. Il a remporté le bronze aux Jeux olympiques de 1960 puis l'or en 1964. Il a participé à sept éditions des championnats du monde pour un bilan de cinq médailles d'or et deux de bronze.

## Trophées et honneurs personnels
Championnat du monde
- 1965, 1967 : élu dans l'équipe d'étoiles.

URSS
- 1964 : termine meilleur buteur.
- 1961, 1962, 1963 : élu dans l'équipe d'étoiles.

## Statistiques
| Année | Équipe | Compétition |   | PJ | B | A  | Pts | Pun                |  | Résultat |
| 1960  | URSS   | CM & JO     | 7 | 2  | 3 | 5  | 2   | Médaille de bronze |  |          |
| 1961  | URSS   | CM          | 7 | 4  | 3 | 7  | 6   | Médaille de bronze |  |          |
| 1963  | URSS   | CM          | 7 | 6  | 5 | 11 | 8   | Médaille d'or      |  |          |
| 1964  | URSS   | CM & JO     | 8 | 5  | 4 | 9  | 0   | Médaille d'or      |  |          |
| 1965  | URSS   | CM          | 7 | 7  | 5 | 12 | 0   | Médaille d'or      |  |          |
| 1966  | URSS   | CM          | 7 | 5  | 8 | 13 | 0   | Médaille d'or      |  |          |
| 1967  | URSS   | CM          | 7 | 8  | 7 | 15 | 0   | Médaille d'or      |  |          |